# Xesús San Luís Romero
Jesús San Luis Romero (Carballo, 9 de septiembre de 1872-Santiago de Compostela, 22 de septiembre de 1966) fue un escritor y político español.

## Biografía
Hijo de Francisco San Luis, que había sido presidente del Comité Republicano, síndico y alcalde de Carballo en la Primera República y hermano de Ramón San Luis Romero. Realizó los estudios primarios en Carballo y, después, se puso a trabajar como aprendiz de zapatero. A los veinte años emigró a Argentina y colaboró en El Eco de Galicia, para el cual escribió artículos con el seudónimo Un mozo bergantiñán. Allí escribió los monólogos Para que me namorei? (1897) y No quinteiro, la comedia O xastre aproveitado (estrenada en el Salón Teatro del Orfeón Español en abril de 1898) y las revistas folclórico-musicales A romaxe de san Campio y Unha noite no muíño (estrenada en 1959 en Santiago de Compostela).

### Regreso a Galicia
En 1902 volvió a Galicia, y se estableció como zapatero en Santiago de Compostela. Retomó su labor escrita y colaboró en varios periódicos (como La Defensa, El Látigo o La Campana) con composiciones anticaciquiles, con un espíritu de lucha agraria que, reivindicada por Solidaridad Gallega y otras organizaciones agrarias, movilizaba la sociedad gallega del primer tercio del siglo XX.
San Luis Romero compuso y estrenó numerosas obras dramáticas, algunas de las cuales atacaban los abusos del poder de los caciques. Esta línea del teatro social ya había sido iniciada por Manuel Lugrís Freire. Publicó O fidalgo, estrenada en el Teatro Principal en enero de 1918 y Rosiña, estrenada en febrero de 1921. Colaboró en el suplemento Nós de El Noroeste. En poesía escribió A volta do bergantiñán (1928).

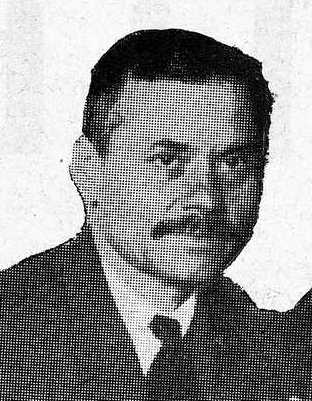
Jesús San Luis, 1929.

En abril de 1936 se intentó llevar al cine su drama anticaciquil O fidalgo. Dejó una obra inédita Unha noite co'a Compaña.

### Actividad política
Masón, fue tres veces presidente del Centro Republicano de Santiago entre 1920 y 1930, asistió a la firma del pacto de Lestrove. En la República, fue elegido concejal, fue presidente del Comité del Partido Radical Socialista de Compostela y formó parte de la Comisión organizadora de la Asamblea Regional de Municipios de 1932 que decidió la redacción del proyecto de Estatuto de Autonomía. Fue candidato a diputado por el partido Radical Socialista en las elecciones de noviembre de 1933 pero no resultó elegido. En mayo de 1935 anunció su retirada de la vida política, pero volvió a ser concejal después de febrero de 1936.
Con el golpe de Estado del 18 de julio de 1936 fue detenido y procesado por masón, pasando 33 meses en la cárcel. En 1941 volvió a la cárcel condenado a 12 años y un día en aplicación de la Ley sobre represión de la masonería y del comunismo, pasó por los centros penitenciarios de Puerto de Santa María, Burgos, Toledo y Lugo, de donde salió en 1944. Al enviudar en 1946, pasó temporadas en Turces (Touro) con su hija Dolores. Allí escribió el cuento en verso "Unha noite coa compaña" y el drama en tres actos y un cuadro Xenreira, que fue prohibido por la censura. En 1950 le concedieron el premio de poesía del Centro Gallego de Buenos Aires y le hicieron un almuerzo de homenaje en Roxos.

## Obras literarias

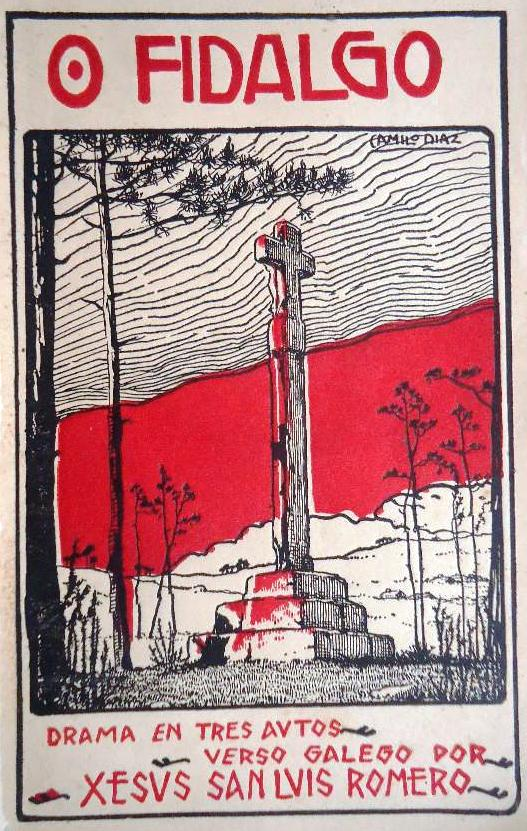
O fidalgo.

### Teatro
- O fidalgo, 1918, 1ª ed. con portada de Asorey y 2ª de Camilo Díaz.[5]
- Rosiña, 1998.
- Xenreira, 2002.
- A foliada n-o rueiro. Paso cómico, 2010.

### Poesía
- A volta do bergantiñán, 1928, Nós, con portada de Camilo Díaz.[6]
- Versos escritos en Buenos Aires e outros poemas, 1999, recopilación de su poesía en la emigración bonaerense.